# Lepa Lukić
Pour les articles homonymes, voir Lepa (homonymie) et Lukić.
Lepa Lukić (en serbe cyrillique : Лепа Лукић ; née le 16 janvier 1940 à Miločaj, près de Kraljevo), née Lepava Mušović (Лепава Мушовић), est une chanteuse serbe dont la carrière s'étend sur plus de quatre décennies ; l'un de ses plus grands succès porte le nom de Srce je moje violina (Mon Cœur est un violon). Elle a également fait des apparitions au cinéma et à la télévision.

## Albums
- 1973 : Od izvora dva putića
- 1974 : Oj meseče, zvezdo sjajna
- 1979 : Miruj, miruj srce moje
- 1979 : Ovo su moje zlatne godine
- 1981 : Al'sam se zaljubila
- 1981 : Za nas dvoje
- 1982 : Možeš li ti bez mene ?
- 1983 : Ti i ja
- 1984 : Da li ćeš me voleti ko sada ?
- 1984 : Čaj za dvoje
- 1985 : Vatra
- 1986 : Ti si moje bolovanje
- 1988 : Ispovest jedne žene
- 1989 : Srce je moje violina
- 1990 : Kupite se druge na sedeljku
- 1990 : Vatro moja
- 1991 : Raduj se životu
- 1992 : U srce te ljubim
- 1993 : Kraljica bez krune
- 1994 : Da mi nije pesme...
- 1997 : Neka ode
- 1998 : Moramo se rastati
- 2001 : Neću da padam na kolena
- 2002 : Pripašću tebi
- 2003 : Jedan čovek i jedna žena
- 2006 : Zapisano u vremenu -{The best of}-/Trilogija
- 2007 : Ako tvoje oči pate
- 2009 : Četiri kćeri
- 2011 : The best of Lepa Lukić

## Filmographie
- 1972 : I bog stvori kafansku pevačicu de Jovan Živanović
- 1973 : Paja i Jare de Gordan Mihić
- 2009 : Kursadžije de Saša Popović